# David Catalá
David Català Jiménez, (nacido el 3 de mayo de 1980 en Barcelona) es un exfutbolista y entrenador de fútbol español que jugaba de defensa central. Actualmente es entrenador del C. E. Sabadell de la Segunda Federación.

## Trayectoria

### Como jugador
David Català se formó en las categorías inferiores del Real Club Deportivo Espanyol. Con apenas veinte años, tuvo la oportunidad de debutar con el primer equipo en partido oficial el 6 de mayo del 2000, al sustituir a su compañero Cristóbal por lesión en el partido que enfrentaba al RCD Espanyol contra el Numancia, que se resolvió con una victoria de los sorianos por 2 a 0. Esta temporada el Espanyol consigue ganar la Copa del Rey de fútbol, pero Catalá no volvió a disputar ningún partido más.
No es hasta la temporada 2001/02 que Catalá vuelve a disputar un partido con el primer equipo. Pero la escasez de oportunidades para jugar, y tras haber disputado tan sólo seis partidos con el primer equipo para retornar al filial, Català decide buscar un traspaso a otro club para disponer de minutos. Así, Català ficha por el Xerez Club Deportivo de la Segunda División de España para la campaña 2003/04.
Las siguientes temporadas David pasa por más equipos de la Segunda División de España, como el U.E. Lleida, el Albacete Balompié el Lorca Deportiva Club de Fútbol, para finalmente recalar en el Salamanca, llegando a disputar la mayor parte de los partidos en todos los equipos. De hecho, en su primera temporada en el equipo salmantino jugó de titular todos los partidos del equipo. Sus dos grandes temporadas en Salamanca, afianzado en la titularidad, atrajeron la atención de equipos de su misma categoría, como el Real Club Celta de Vigo o el Real Betis Balompié.
Finalmente, es el Celta de Vigo el equipo que se hace con sus servicios, y así, el 23 de junio de 2009 el Celta anuncia el fichaje del defensa central con la carta de libertad tras finalizar su contrato con el Salamanca.
Ya en el Real Club Celta de Vigo, en la temporada 2009/10, Català es sancionado por el comité de competición durante cuatro partidos, por una presunta agresión al portero del Albacete Balompié Antonio Notario, al finalizar el encuentro que enfrentaba a antos equipos. A pesar de las declaraciones de Roberto Trashorras, haciéndose responsable de la acción y exculpando a Catalá, el recurso presentado por el Real Club Celta de Vigo fue desestimado. Además, perdió mes y medio de competición por una lesión en su pierna izquierda, lo que dificultó sus posibilidades de llegar al equipo titular.
En la temporada 2011-12 logró el ascenso a la primera división, jugando 18 partidos y anotando 2 goles. Terminada la temporada renueva con el equipo gallego pero poco más de un mes más tarde se anuncia la rescisión del contrato con el Celta para fichar por el AEK Larnaca de Chipre, donde coincidiría con varios exceltistas. 
En las filas del AEK Larnaca de la Primera División de Chipre jugaría durante 7 temporadas, hasta retirarse en julio de 2019.

### Como entrenador
Tras colgar las botas como jugador en julio de 2019, se convierte en entrenador de los juveniles del AEK Larnaca, al que dirige durante dos temporadas.
El 1 de junio de 2021, se hace cargo del banquillo del AEK Larnaca de la Primera División de Chipre, al que dirige durante 29 partidos. El 21 de marzo de 2022, sería destituido como entrenador del conjunto chipriota.
El 12 de agosto de 2022, firma por el Apollon Limassol de la Primera División de Chipre, al que dirigiría hasta el 14 de noviembre de 2022.
El 14 de agosto de 2023, firma por el NK Istra de la Primera Liga de Croacia, al que dirige hasta el 7 de febrero de 2024.
El 10 de junio de 2024, firma como entrenador del C. E. Sabadell de la Segunda Federación.

## Clubes

### Como jugador
| Año       | Club                           | División  | País   | Partidos | Goles |
| --------- | ------------------------------ | --------- | ------ | -------- | ----- |
| 1999-2000 | RCD Espanyol B                 | Tercera   | España |          |       |
| 1999-2000 | RCD Espanyol                   | Primera   | España | 1        | 0     |
| 2000-2001 | RCD Espanyol                   | Segunda B | España | 33       | 0     |
| 2001-2002 | RCD Espanyol B                 | Segunda B | España | 24       | 1     |
| 2001-2002 | RCD Espanyol                   | Primera   | España | 6        | 0     |
| 2002-2003 | RCD Espanyol B                 | Segunda B | España | 31       | 1     |
| 2003-2004 | Xerez Club Deportivo           | Segunda   | España | 36       | 3     |
| 2004-2005 | U.D. Lleida                    | Segunda   | España | 37       | 2     |
| 2005-2006 | Albacete Balompié              | Segunda   | España | 16       | 0     |
| 2006-2007 | Lorca Deportiva Club de Fútbol | Segunda   | España | 26       | 1     |
| 2007-2008 | Unión Deportiva Salamanca      | Segunda   | España | 42       | 3     |
| 2008-2009 | Unión Deportiva Salamanca      | Segunda   | España | 40       | 0     |
| 2009-2010 | Real Club Celta de Vigo        | Segunda   | España | 22       | 1     |
| 2010-2011 | Real Club Celta de Vigo        | Segunda   | España | 37       | 2     |
| 2011-2012 | Real Club Celta de Vigo        | Segunda   | España | 18       | 2     |
| 2012-2019 | AEK Larnaca                    | Primera   | Chipre | 196      | 18    |

### Como entrenador
| Año             | Club                      | División     | País    |
| --------------- | ------------------------- | ------------ | ------- |
| 2021-2022       | AEK Larnaca               | Primera      | Chipre  |
| 2022            | Apollon Limassol          | Primera      | Chipre  |
| 2023-2024       | NK Istra                  | Primera      | Croacia |
| 2024-Actualidad | Centre d'Esports Sabadell | Segunda RFEF | España  |